# Ekai Kawaguchi

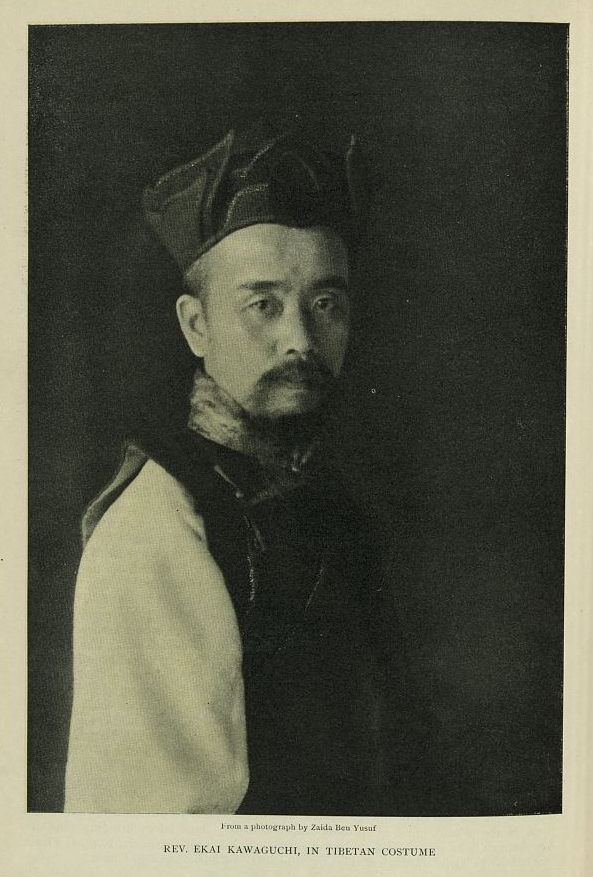
Ekai Kawaguchi, 1904

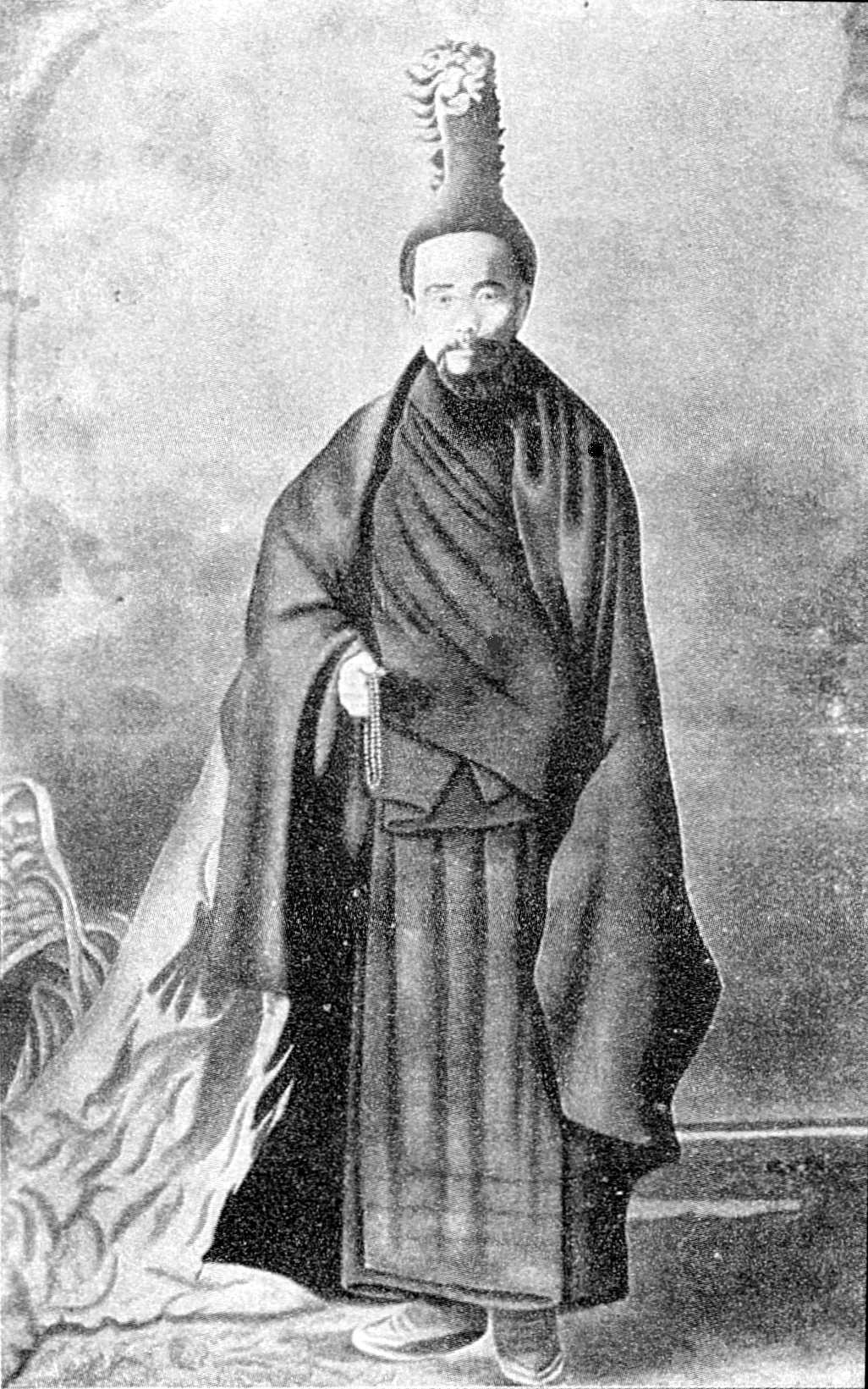
Kawaguchi in Darjeeling

Ekai Kawaguchi (河口慧海, Kawaguchi Ekai) (26 februari 1866 - 24 februari 1945) was een boeddhistische monnik, tibetoloog en ontdekkingsreiziger. Kawaguchi werd bekend vanwege zijn reizen naar Nepal (1899, 1903, 1905 en 1913) en Tibet (1900-2 en 1913-5).

## Motivatie en voorbereiding
Kawaguchi was rector magnificus van het zen-klooster Gohyaku rakan in Tokio tot 1891 en verbleef rond drie jaar in een hermitage in Kioto waar hij Chinese boeddhistische teksten studeerde. Hij vatte het plan op om deze teksten te vergelijken met de teksten in het Tibetaans en Sanskriet. Daarnaast had hij het ideaal om een brug te slaan tussen het Japanse en het Tibetaans boeddhisme. Kawaguchi verliet Japan in juni 1897 en keerde terug in mei 1903.
Hij verbleef eerst enkele jaren in Darjeeling, onder meer als gast van Sarat Chandra Das. Daar studeerde hij vooral Tibetaans.

## Verblijf in Tibet
Tibet was in die tijd zo goed als volledig voor buitenlanders gesloten. Kawaguchi beheerste in Japan al goed de Chinese taal. In de vermomming van een Chinese boeddhistische monnik maakte hij eerst een bedevaart in Tibet naar de berg Kailash. In de lente van 1901 bereikte hij dan Lhasa.
Hij vestigde zich als monnik die een opleiding wil volgen in het klooster Sera. Kawaguchi was een uitnemende leerling, die voor alle examens slaagde. Hij wekte wel af en toe enige verwondering. Dat was gelegen in zijn geheel onbaatzuchtig handelen, zijn grote vroomheid en zijn boeddhistische overtuiging van volstrekte abstinentie van vlees. In zijn boek merkte Kawaguchi op, dat hij, gedurende de jaren van zijn verblijf in Lhasa, de enige was die deze abstinentie ook echt naleefde.
Kawaguchi heeft nooit iets van medicijnen gestudeerd. Hij wist echter een keer, op basis van gewoon gezond verstand, een gebroken been op fatsoenlijke wijze te zetten. Dat verhaal werd bekend en hij kreeg spoedig vele patiënten, die hem om hulp vroegen. Het is door de aandacht die hij de patiënten schonk en vooral opnieuw gewoon gezond verstand dat een aantal behandelingen succesvol waren. Ook aanzienlijk succesvoller dan de behandeling van Tibetaanse artsen. Hij kreeg dan ook landelijke bekendheid als de arts van Sera.
Het is op basis van die bekendheid dat hij een ontmoeting had met de dertiende dalai lama Thubten Gyatso over wie hij in positieve termen in zijn boek spreekt. Door zijn bekendheid en zijn perfecte beheersing van het Tibetaans had hij toegang tot de hoogste kringen van zowel de aristocratie als de hiërarchie van de gelug. Hij schrijft in zijn boek zeer positief over de Ganden tripa van die periode, Lobsang Gyaltsen, alsmede over een aantal geleerden met de hoogste graad van geshe en enkele aristocratische leden van de Tsigang, een ministerie van Financiën.
Dat zijn echter wel uitzonderingen. Over het algemeen velt Kawaguchi een zeer negatief oordeel over het morele en intellectuele gehalte van het toen vigerende Tibetaans boeddhisme.
Hij beschrijft de enorme onwetendheid van monniken ten aanzien van ook de meest elementaire zaken uit de Tibetaans boeddhistische canon, het analfabetisme van het overgrote deel van de monniken, de desinteresse in geestelijke zaken meer in het algemeen, maar vooral de corruptie bij - ook hoge - tulku's. Ten aanzien van de corruptie had hij een identiek oordeel over het grootste deel van de aristocratie. Hij bleef gedurende zijn hele verblijf in Lhasa geschokt door het totale gebrek aan ook maar enig besef van hygiëne. Lhasa beschrijft hij dan ook als een metropolis of filth.
Na verloop van circa twee jaar werd zijn vermomming als Chinese monnik toch moeilijk te handhaven. Er komen handelaren uit Darjeeling in Lhasa aan, die hem vanuit de periode van zijn verblijf daar herkenden. Dat bracht een stroom van geruchten op gang, die hij niet wist te neutraliseren. Hij besloot Tibet te verlaten en wist na enige moeilijkheden opnieuw Darjeeling te bereiken. Al tijdens zijn terugtocht vernam hij dat verschillende mensen uit zijn netwerk in Lhasa gevangengezet waren en werden gefolterd. Twee personen overleden ook als gevolg van de martelingen.
Kawaguchi reisde door naar Kathmandu. Hij deed dat op grond van de overtuiging dat sinds de uitkomst van de Tibetaans-Nepalese Oorlog alleen druk van uit Nepal enige invloed kon hebben op de Tibetaanse autoriteiten. Hij schreef een conceptbrief aan de dalai lama met het verzoek de personen uit zijn netwerk die nog gevangen zaten vrij te laten. Na enige besprekingen werd die brief ondertekend door Chandra Shamsher, de minister-president en machtigste man van Nepal. Na ontvangst van deze brief werd het verzoek ook door de regering van Tibet gehonoreerd.
Vanwege de ontdekking van een Ashoka Pillar in 1896, waaruit de betekenis werd ontleend dat Lumbini in Nepal de geboorteplaats van Boeddha was, maakte hij met andere Japanse pelgrims in 1912 opnieuw een bezoek aan de regio. In 2003 liet de Nepalese regering een postzegel drukken die het bezoek van Kawaguchi aan het land herdacht.

## Het boek
Na zijn terugkeer in Japan verschenen er eerst 156 artikelen van Kawagachi over zijn reis in de Jiji, de belangrijkste en meest invloedrijke krant van het land. Die werden gebundeld en in twee delen in boekvorm uitgegeven. Kawagachi had ook het voornemen tot een Engelse vertaling van het boek. In 1903-04 was er de Britse Veldtocht in Tibet. Een aantal meereizende Britse journalisten publiceerden een groot aantal artikelen in de Engelstalige pers en er verschenen ook enige boeken over Tibet van hun hand. Kawagachi nam daarop het besluit zelf geen Engelse vertaling van zijn eigen werk meer uit te brengen. Hij dacht dat na de publicatie van de Britse journalisten het Engelstalige publiek geen interesse meer zou hebben voor zijn werk.
Kawagachi bleef zijn hele leven een vroom boeddhist en stond in zowel theologisch als intellectueel opzicht afwijzend ten opzichte van de theosofie. Hij was echter wel goed bevriend met Annie Besant, op dat moment president van de Theosophical Society. Zij haalde hem over toch een Engelse vertaling te verzorgen, die onder de titel Three years in Tibet in 1909 verscheen.Het redigeren en ordenen van de artikelen tot een boekvorm  werd voor een deel gedaan door de Nederlandse oriëntalist en theosoof Johan van Manen (1877-1943).